# Before the Blackout
Before the Blackout è il terzo album in studio del gruppo punk rock statunitense Allister, pubblicato nel 2005.

## Tracce
1. Waiting – 3:23
2. D² – 4:09
3. A Lotta Nerve – 2:42
4. From the Ground Up – 2:14
5. Blackout – 4:08
6. Rewind – 2:59
7. 2 A.M. – 3:32
8. You Lied – 3:23
9. A Study in Economics – 3:35
10. Suffocation – 2:55
11. Easy Answers – 2:55
12. The Legend of Pegleg Sullivan – 2:45
13. Potential Suicide – 3:11
14. Alone – 4:04